# 11e cérémonie des Phoenix Film Critics Society Awards
La 11e cérémonie des Phoenix Film Critics Society Awards, décernés par la Phoenix Film Critics Society, a eu lieu le 28 décembre 2010, et a récompensé les films réalisés dans l'année.

## Palmarès

### Meilleur film
- Le Discours d'un roi (The King's Speech)
  - 127 heures (127 Hours)
  - Inception
  - Tout va bien ! The Kids Are All Right (The Kids Are All Right)
  - Never Let Me Go
  - Shutter Island
  - The Social Network
  - Toy Story 3
  - True Grit
  - Winter's Bone

### Meilleur réalisateur
- Christopher Nolan pour Inception
  - Danny Boyle pour 127 heures (127 Hours)
  - Joel et Ethan Coen pour True Grit
  - David Fincher pour The Social Network
  - Tom Hooper pour Le Discours d'un roi (The King's Speech)

### Meilleur acteur
- Colin Firth pour le rôle du roi George VI dans Le Discours d'un roi (The King's Speech)
  - Jeff Bridges pour le rôle du Marshal Reuben J. Cogburn dans True Grit
  - Robert Duvall pour le rôle de Felix Bush dans Le Grand Jour (Get Low)
  - Jesse Eisenberg pour le rôle de Mark Zuckerberg dans The Social Network
  - James Franco pour le rôle d'Aron Ralston dans 127 heures (127 Hours)

### Meilleure actrice
- Natalie Portman pour le rôle de Nina dans Black Swan
  - Annette Bening pour le rôle de Nic dans Tout va bien ! The Kids Are All Right (The Kids Are All Right)
  - Jennifer Lawrence pour le rôle de Ree Dolly dans Winter's Bone
  - Annette Bening pour le rôle de Jules dans Tout va bien ! The Kids Are All Right (The Kids Are All Right)
  - Carey Mulligan pour le rôle de Kathy H dans Never Let Me Go

### Meilleur acteur dans un second rôle
- Christian Bale pour le rôle de Dickie Eklund dans Fighter (The Fighter)
  - Matt Damon pour le rôle du Texas Ranger LaBoeuf dans True Grit
  - Andrew Garfield pour le rôle d'Eduardo Saverin dans The Social Network
  - Mark Ruffalo pour le rôle de Paul dans Tout va bien ! The Kids Are All Right (The Kids Are All Right)
  - Geoffrey Rush pour le rôle de Lionel Logue dans Le Discours d'un roi (The King's Speech)

### Meilleure actrice dans un second rôle
- Melissa Leo pour le rôle d'Alice dans Fighter (The Fighter)
  - Helena Bonham Carter pour le rôle d'Elizabeth Bowes-Lyon dans Le Discours du roi (The King's Speech)
  - Chloë Grace Moretz pour le rôle de Mindy Macready / Hit-Girl dans Kick-Ass
  - Kristin Scott Thomas pour le rôle de Mimi Smith dans Nowhere Boy
  - Hailee Steinfeld pour le rôle de Mattie Ross dans True Grit

### Meilleur jeune acteur dans un rôle principal ou dans un second rôle
- Kodi Smit-McPhee – Laisse-moi entrer (Let Me In)
  - Will Poulter pour le role de Eustache Clarence Scrubb dans Le Monde de Narnia : L'Odyssée du Passeur d'Aurore (The Chronicles of Narnia: The Voyage of the Dawn Treader)
  - Jaden Smith – Karaté Kid (The Karate Kid)

### Meilleure jeune actrice
- Hailee Steinfeld – True Grit
  - Chloë Moretz – Kick-Ass
  - Chloë Moretz – Laisse-moi entrer (Let Me In)

### Meilleure distribution
- The Social Network
  - Inception
  - Tout va bien ! The Kids Are All Right (The Kids Are All Right)
  - Le Discours d'un roi (The King's Speech)

### Meilleur espoir devant la caméra
- Chloë Grace Moretz pour le rôle de Mindy Macready / Hit-Girl dans Kick-Ass
  - Jennifer Lawrence – Winter's Bone
  - Hailee Steinfeld – True Grit

### Meilleur espoir derrière la caméra
- Debra Granik – Winter's Bone
  - Rodrigo Cortés – Buried
  - Mark Romanek – Never Let Me Go

### Meilleur scénario original
- Inception – Christopher Nolan
  - Black Swan – Mark Heyman, Andres Heinz et John McLaughlin
  - Tout va bien ! The Kids Are All Right (The Kids Are All Right) – Lisa Cholodenko et Stuart Blumberg

### Meilleur scénario adapté
- The Social Network – Aaron Sorkin
  - Never Let Me Go – Alex Garland
  - True Grit – Joel et Ethan Coen

### Meilleurs décors
- Inception
  - Le Discours d'un roi (The King's Speech)
  - True Grit

### Meilleurs costumes
- Alice au pays des merveilles (Alice in Wonderland)
  - Le Discours d'un roi (The King's Speech)
  - True Grit

### Meilleure photographie
- True Grit – Roger Deakins
  - Harry Potter et les Reliques de la Mort – 1re partie (Harry Potter and the Deathly Hallows – Part 1) – Eduardo Serra
  - Inception – Wally Pfister

### Meilleur montage
- Inception – Lee Smith
  - 127 heures (127 Hours) – Jon Harris
  - Black Swan – Andrew Weisblum
  - Shutter Island – Thelma Schoonmaker

### Meilleurs effets visuels
- Inception
  - Alice au pays des merveilles (Alice in Wonderland)
  - Harry Potter et les Reliques de la Mort – 1re partie (Harry Potter and the Deathly Hallows – Part 1) – Eduardo Serra

### Meilleures cascades
- Inception
  - Kick-Ass
  - Salt

### Meilleure chanson originale
- Burlesque pour la chanson "You Haven't Seen the Last of Me"
  - Le Monde de Narnia : L'Odyssée du Passeur d'Aurore (The Chronicles of Narnia: The Voyage of the Dawn Treader) – David Hodges, Hillary Lindsey et Carrie Underwood pour la chanson "There's A Place for Us"
  - Morning Glory pour la chanson "Strip Me"
  - Raiponce (Tangled) pour la chanson "I've Got a Dream"
  - Toy Story 3 pour la chanson "We Belong Together"

### Meilleure musique de film
- Inception – Hans Zimmer
  - The Ghost Writer – Alexandre Desplat
  - True Grit – Carter Burwell

### Meilleur film en langue étrangère
- Biutiful •  Mexique
  - Amore (Io sono l'amore) •  Italie
  - Dans ses yeux (El secreto de sus ojos) •  Argentine

### Meilleur film d'animation
- Toy Story 3
  - Dragons (How to Train Your Dragon)
  - Raiponce (Tangled)

### Meilleur film documentaire
- Restrepo
  - Inside Job
  - The Tillman Story

### Meilleur film familial en prises de vues réelles
- Alice au pays des merveilles (Alice in Wonderland)
  - Karaté Kid (The Karate Kid)
  - Le Monde de Narnia : L'Odyssée du Passeur d'Aurore (The Chronicles of Narnia: The Voyage of the Dawn Treader)
  - Secretariat

### Meilleur film passé inaperçu
- Never Let Me Go
  - Laisse-moi entrer (Let Me In)
  - La Beauté du geste (Please Give)